# Hierarquia militar da Colômbia (Marinha)
Esta é a seção da Marinha de Hierarquia militar da Colômbia.
Esta seção é transcluída em:
- Hierarquia militar da Colômbia
- Marinha da Colômbia

## Graus e Insígnias
As tabelas a continuação apresentam os graus e insígnias da Marinha da Colômbia.

### Oficiais
|                 | Hierarquia e Insignias - Marinha da Colômbia - Oficiais | Hierarquia e Insignias - Marinha da Colômbia - Oficiais | Hierarquia e Insignias - Marinha da Colômbia - Oficiais | Hierarquia e Insignias - Marinha da Colômbia - Oficiais | Hierarquia e Insignias - Marinha da Colômbia - Oficiais | Hierarquia e Insignias - Marinha da Colômbia - Oficiais | Hierarquia e Insignias - Marinha da Colômbia - Oficiais | Hierarquia e Insignias - Marinha da Colômbia - Oficiais | Hierarquia e Insignias - Marinha da Colômbia - Oficiais | Hierarquia e Insignias - Marinha da Colômbia - Oficiais | [veja Anexo]        |
| --------------- | ------------------------------------------------------- | ------------------------------------------------------- | ------------------------------------------------------- | ------------------------------------------------------- | ------------------------------------------------------- | ------------------------------------------------------- | ------------------------------------------------------- | ------------------------------------------------------- | ------------------------------------------------------- | ------------------------------------------------------- | ------------------- |
| Código OTAN     | OF-10                                                   | OF-9                                                    | OF-8                                                    | OF-7                                                    | OF-6                                                    | OF-5                                                    | OF-4                                                    | OF-3                                                    | OF-2                                                    | OF-1                                                    | OF-1                |
| Colombia        | No equivalent                                           |                                                         |                                                         |                                                         |                                                         |                                                         |                                                         |                                                         |                                                         |                                                         |                     |
| (em castelhano) | -                                                       | Almirante                                               | Almirante de Escuadra                                   | Vicealmirante                                           | Contralmirante                                          | Capitán de Navío                                        | Capitán de Fragata                                      | Capitán de Corbeta                                      | Teniente de Navío                                       | Teniente de Fragata                                     | Teniente de Corbeta |
| Abbr.           | -                                                       | ALM                                                     | ALME                                                    | VALM                                                    | CALM                                                    | CN                                                      | CF                                                      | CC                                                      | TN                                                      | TF                                                      | TC                  |
| (em português)  | -                                                       | Almirante                                               | Almirante de Esquadra                                   | Vice-Almirante                                          | Contra-almirante                                        | Capitão do Navío                                        | Capitão de Fragata                                      | Capitão de Corveta                                      | Tenente do Navío                                        | Tenente de Fragata                                      | Tenente da Corveta  |

### Praças
|                 | Hierarquia e Insignias - Marinha da Colômbia - Praças | Hierarquia e Insignias - Marinha da Colômbia - Praças | Hierarquia e Insignias - Marinha da Colômbia - Praças | Hierarquia e Insignias - Marinha da Colômbia - Praças | Hierarquia e Insignias - Marinha da Colômbia - Praças | Hierarquia e Insignias - Marinha da Colômbia - Praças | Hierarquia e Insignias - Marinha da Colômbia - Praças | Hierarquia e Insignias - Marinha da Colômbia - Praças | Hierarquia e Insignias - Marinha da Colômbia - Praças | [veja Anexo]  |
| --------------- | ----------------------------------------------------- | ----------------------------------------------------- | ----------------------------------------------------- | ----------------------------------------------------- | ----------------------------------------------------- | ----------------------------------------------------- | ----------------------------------------------------- | ----------------------------------------------------- | ----------------------------------------------------- | ------------- |
| Código OTAN     | OR-9                                                  | OR-9                                                  | OR-8                                                  | OR-7                                                  | OR-6                                                  | OR-5                                                  | OR-4                                                  | OR-3                                                  | OR-2                                                  | OR-1          |
| Colombia        |                                                       |                                                       |                                                       |                                                       |                                                       |                                                       |                                                       |                                                       |                                                       | No equivalent |
| (em castelhano) | Suboficial Jefe Técnico de Comando Conjunto           | Suboficial Jefe Técnico de Comando                    | Suboficial Jefe Técnico                               | Suboficial Jefe                                       | Suboficial Primero                                    | Suboficial Segundo                                    | Suboficial Tercero                                    | Marinero Primero                                      | Marinero Segundo                                      | -             |
| Abbr.           | SJTCC                                                 | SJTC                                                  | SJT                                                   | SJ                                                    | S1                                                    | S2                                                    | S3                                                    | MA1                                                   | MA2                                                   | -             |
| (em português)  | Suboficial Técnico Chefe de Comando Misto             | Suboficial Técnico Chefe de Comando                   | Suboficial Técnico Chefe                              | Suboficial Chefe                                      | Suboficial Primeiro                                   | Suboficial segundo                                    | Suboficial terceiro                                   | Marinheiro Primeiro                                   | Marinheiro Segundo                                    | -             |